# Schottky-dióda
A Schottky-dióda fém-félvezető átmenetből áll, amelyet úgy készítenek, hogy egy adalékolt, legtöbbször n típusú, félvezető anyagra igen vékony aranyréteget párologtatnak. A vékony aranyréteg miatt csak a félvezetőben alakul ki kiürített réteg, aminek áramvezető tulajdonságai külső feszültséggel befolyásolhatók. A fémrétegre pozitív, a félvezető rétegre pedig negatív feszültséget adva a dióda kinyit, ellenkező esetben lezár. A fém-félvezető átmenet tehát diódaként viselkedik.
Az alkalmazás szempontjából legfontosabb tulajdonságai:
- Nyitófeszültsége kisebb, mint a p-n átmenettel rendelkező szilícium diódáé.
- Záró irányban elhanyagolható nagyságú záró irányú áram folyik, de csak alacsony hőmérsékleten. A hőmérséklet növekedésével jóval magasabbra emelkedik, mint a Si alapú diódák esetében.
- A fém-félvezető átmenet kapacitása igen kicsi, ezért a Schottky-dióda nagyfrekvencián is jól használható.

Kapcsolóüzemű tápegységekben használják egyenirányításra és minden olyan helyen, ahol nagyon gyors működésre van szükség.